# Дервиз, Сергей Павлович
Сергей Павлович фон Дервиз (1863, Санкт-Петербург — 7 ноября 1943) — российский предприниматель и меценат.

## Биография

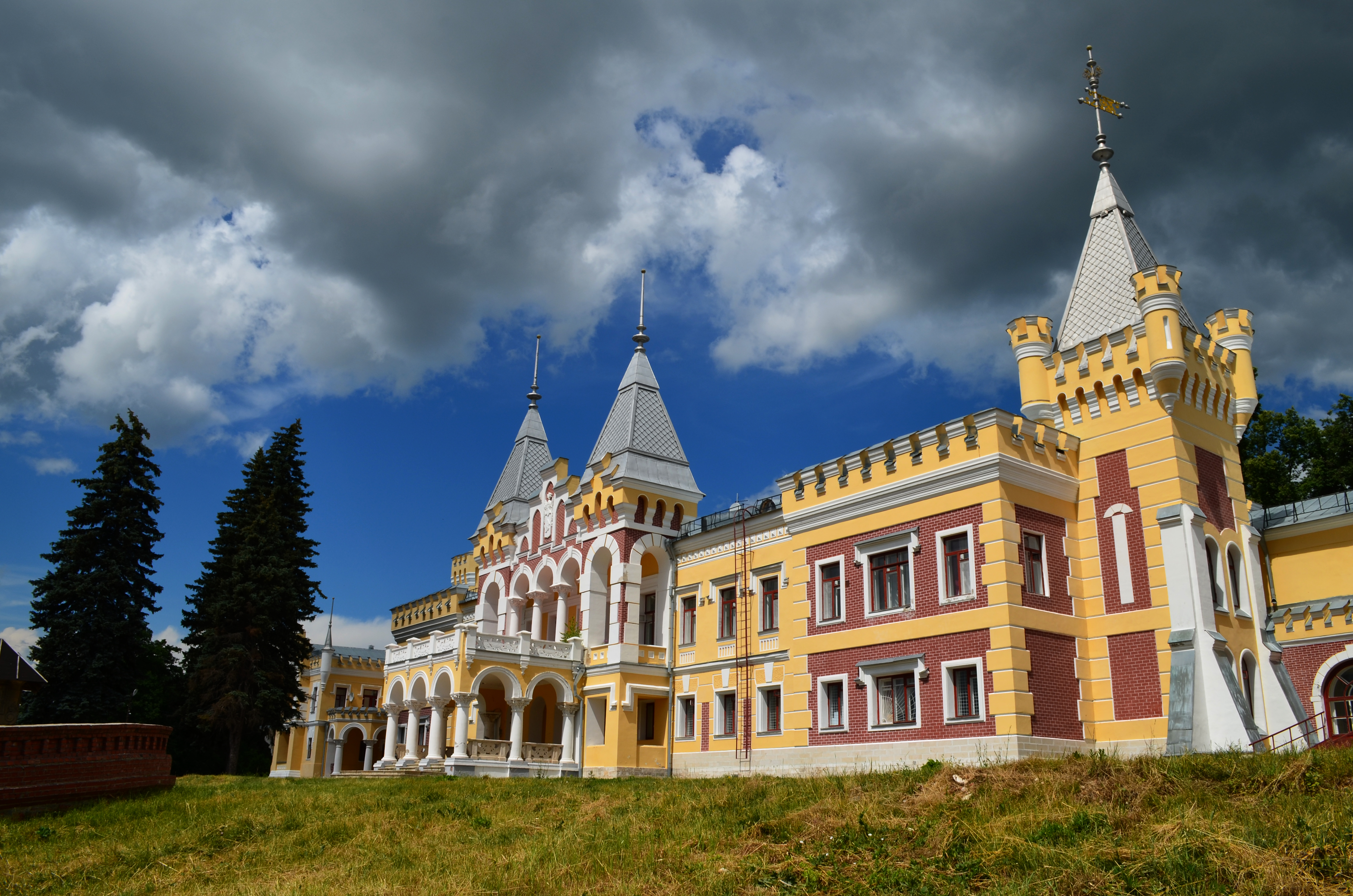
Усадьба в селе Кирицы.

Происходил из дворянского рода Дервиз. Отец — Павел Григорьевич фон Дервиз.
Родился 27 мая (8 июня) 1863 года. Детские годы прошли в Ницце и в Лугано, где отцом были выстроены виллы. Там он получил хорошее домашнее образование. После трагической смерти отца, вернувшись в Россию, он сдал в 1882 году экзамен в 4-й Петербургской гимназии и поступил в университет. Проучился три года, причём два — на юридическом факультете и один — на историко-филологическом. В 1884 году, с достижением совершеннолетия, он стал распоряжаться значительными средствами, оставшимися от отца. К 25-летнему юбилею Русского музыкального общества пожертвовал 200 тысяч рублей. Однако его безрассудная расточительность привела к возобновлению опеки над ним со стороны брата отца, Д. Г. Дервиза, хотя вскоре Александр III утвердил новое решение, отменяющее её; в 1888 году, касаясь ситуации в правлении Рязано-Козловской железной дороги, Н. Ф. фон Мекк писала П. И. Чайковскому: «…все эти расходы делаются за счёт этого несчастного Сергея Дервиза, и что его тот господин, который устраивается на его счёт, доводит до разорения…».
В 1888 году С. П. Дервиз занял место председателя правления общества. В этом же году он первый раз женился, на певице Анне Карловне Якобсон (Якоб) и, имея намерение поселиться в имении «Кирицы» подал прошение о причислении его к рязанскому дворянству. В 1889 году, архиепископом Рязанским Феоктистом, в имении была освящена домовая церковь.

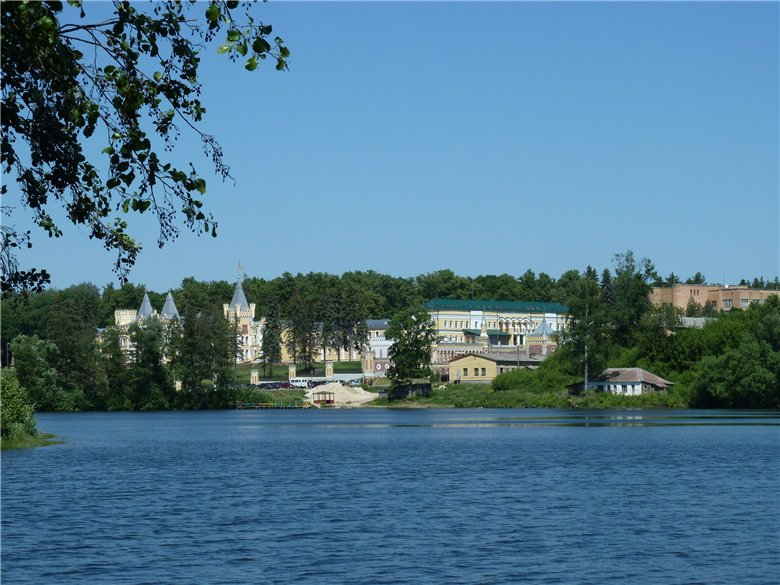
Замок барона фон Дервиза

В 1899 году участвовал в основании Инзерского горного общества, которым были построены Инзерский чугуноплавильный (1893) и Лапыштинский заводы.
В Санкт-Петербурге он сблизился с композитором А. С. Аренским, который впоследствии посвятил ему четыре фортепианных этюда. Благодаря советам Аренского Дервиз стал хорошим пианистом, даже сочинял музыку на собственные стихи. В 1889 году С. П. Дервиз сделал пожертвование в пользу нуждающихся студентов Московской консерватории. В следующем году он вошёл, в качестве почётного члена, в состав дирекции консерватории вместо С. М. Третьякова.
К 1890 году он, вместе с матерью и второй женой, Мариной Сергеевной Шенинг, поселился в Петербурге — в доме, отделанном архитектором П. П. Шрейбером (Английская набережная, д. № 34). Эффектные живописные панно, написанные для особняка К. Е. Маковским, в 1889 году выставлялись в Обществе поощрения художеств.
Весной 1892 года С. П. Дервиз экстерном сдал экзамены на юридическом факультете Московского университета и получил диплом 1-й степени.
В 1895—1900 годах служил чиновником особых поручений при министре юстиции; в 1901 году переходит в министерство финансов. За это время получает ордена Св. Станислава 2-й степени (1894), Св. Анны 2-й степени (1896); в 1901 году — орден Св. Владимира 4-й степени (1901).
В источниках часто указывается, что С. П. Дервиз окончил московскую консерваторию, однако архивные документы не подтверждают этого. Достоверным же является тот факт, что в 1900 году С. П. фон Дервиз подарил Московской консерватории орган, выполненный в мастерской Аристида Кавалье-Колля и удостоенный на Парижской выставке Гран-при и золотой медали.
С. П. Дервиз — один из учредителей Русского торгово-промышленного банка (1889), спасский уездный предводитель дворянства (1900—1907), член Императорского Общества любителей естествознания, антропологии и этнографии; член рязанской ученой архивной комиссии (с 5 марта 1899), почётный попечитель Рязанской мужской гимназии (с 12 марта 1887) и почётный блюститель Рязанской Мариинской женской гимназии (с 9 октября 1891); почётный член Тамбовского Попечительства детских приютов (с 18 декабря 1893); почётный смотритель Спасского городского трёхклассного училища; четырежды избирался мировым судьей Спасского уезда (1890, 1893, 1896, 1899).
Был почётным членом Императорского Православного Палестинского Общества (с 1899).
Владел имениями: Старожилово Пронского уезда (1200 дес. земли); Кирицы Спасского уезда (2500 дес. земли); Карловка Сапожковского уезда (3000 дес. земл); имел 10 000 дес. в Киевской губернии; 53 000 дес. в Верхне-Уральском уезде Оренбургской губернии; два каменных дома в Санкт-Петербурге (Галерная улица, д. № 33 и Английская набережная, д. № 34); дом — в Москве (Садовая-Черногрязская улица, д. № 6).

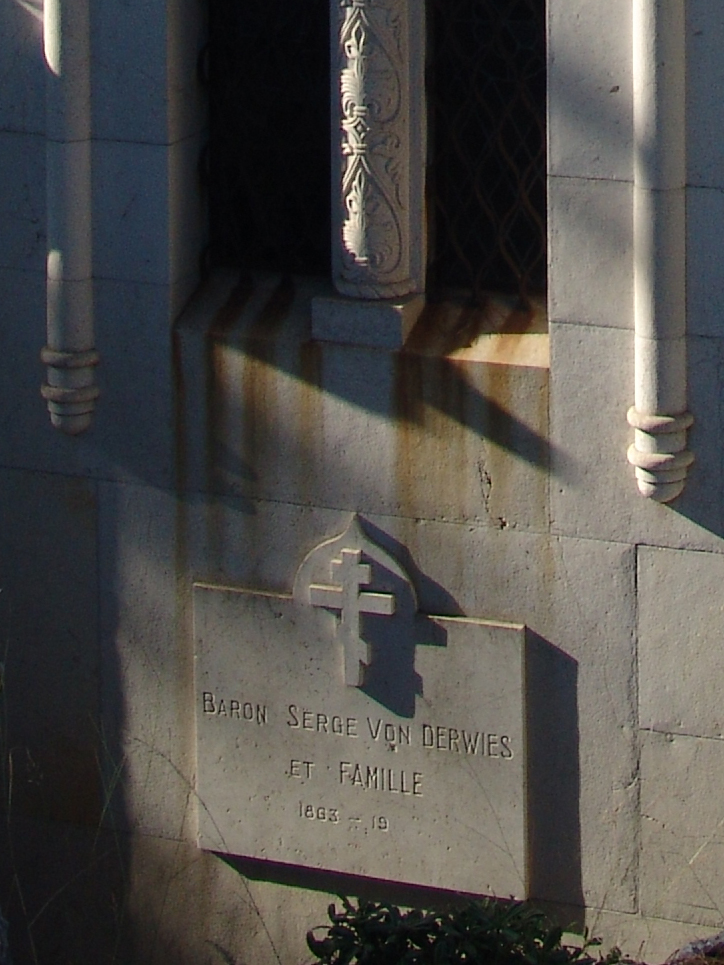
Надгробие Сергея фон Дервиза в стене семейной часовни фон Дервизов в протестантской части кладбища Гран-Жас в Каннах

Уже после событий 1905 года С. П. фон Дервиз решил покинуть Россию и стал распродавать свою недвижимость. В 1908 году уехала во Францию жена с сыном; Сергей Павлович, распродав свои имения и особняки, уехал следом. Жил на вилле Медитерран в Каннах.

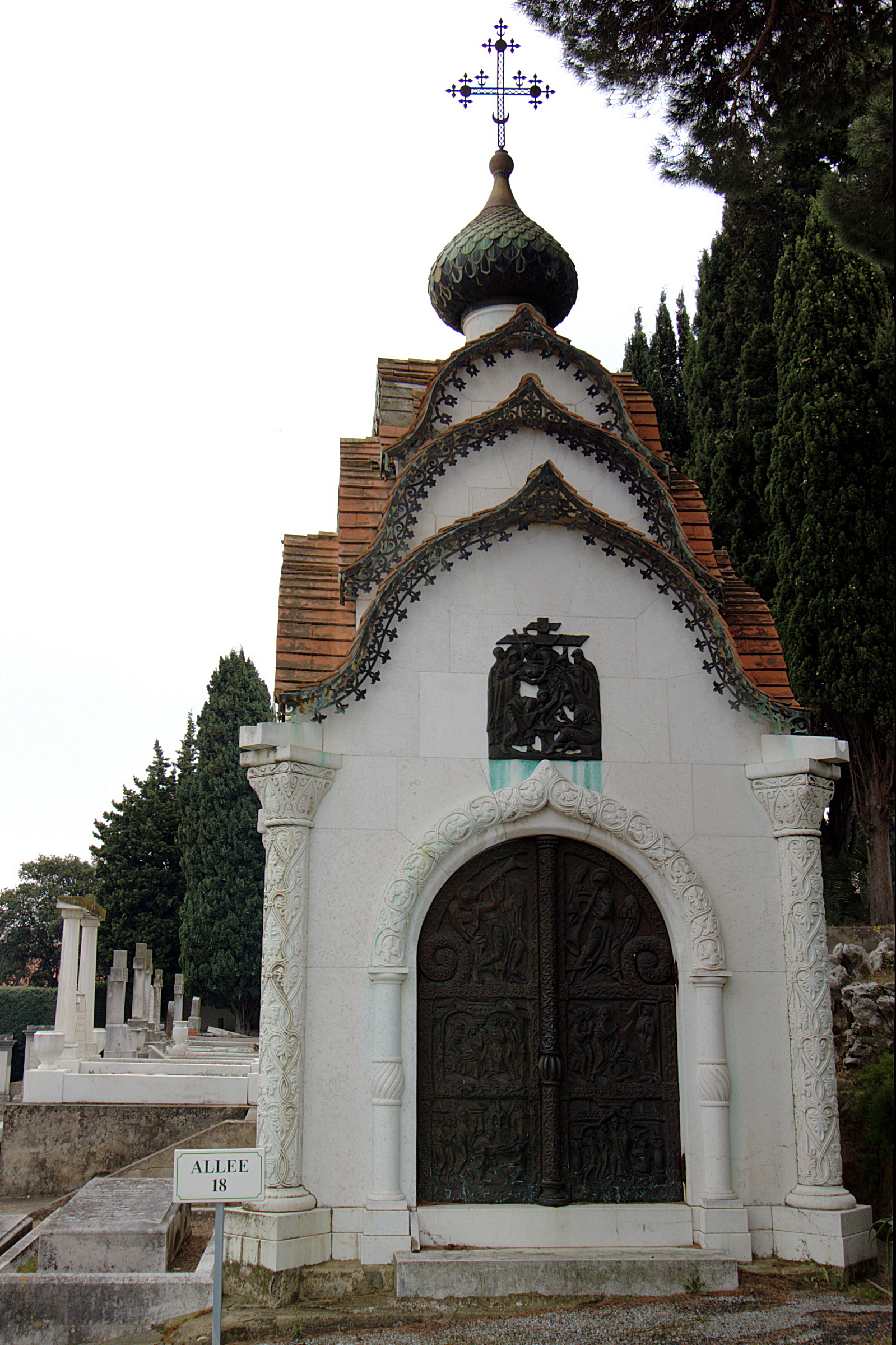
Семейная часовня Сергея Павловича и Марины Сергеевны (урожд. Шёниг) фон Дервиз на кладбище Гран-Жас

Умер 7 ноября 1943 года. Похоронен в семейном склепе-часовне на местном кладбище Гран-Жас; здесь же был похоронен и сын, Сергей Сергеевич (1899—1938), на котором прекратилась эта ветвь Дервизов.

## Семья
Был женат дважды.
Первая жена (с 1888): Анна Карловна Якоб (1867 — после 1898), певица, брак закончился разводом.
Вторая жена: Марина Сергеевна Шенинг (1875—30.10.1947, Канны), дочь действительного статского советника. У них дети:
- Марина (05.05.1897—25.12.1914, Канны), умерла от туберкулёза, похоронена на местном протестантском кладбище.
- Вера (26.06.1898 — 1966, Лондон). Муж — Чэдвик; у них — сын.
- Сергей (14.12.1899 — 1938)
- Павла (15.10.1901 — ?)

## Коллекции
- Состоял почётным членом Общества поощрения художников, С. П. Дервиз заказывал портреты и картины художникам — членам Общества. Это обогатило собрание, начатое ещё его отцом; оно включало произведения И. К. Айвазовского, И. И. Шишкина, К. Е. Маковского и произведения западноевропейской живописи[11].
- В 1951 году была обнаружена коллекция автографов, которую начал собирать П. Г. Дервиз, а продолжил — сын[12][13].
- Часть коллекции фарфора Дервизов была приобретена Л. К. Зубаловым, купившим у С. П. Дервиза его московский дом; впоследствии она вошла в собрание музея-усадьбы Кусково.
- «Смерть Ивана Грозного» Константина Маковского — полотно из собрания С. П. Дервиза.